# Krasnohvardiiske (huyện)
Huyện Krasnohvardiiske (tiếng Ukraina: Красногвардійський район, chuyển tự: Krasnohvardiiskes’kyi raion) là một huyện của Krym. Huyện Krasnohvardiiske có diện tích 1766 km², dân số theo điều tra dân số ngày 5 tháng 12 năm 2001 là 93686 người với mật độ 53 người/km2. Trung tâm huyện nằm ở Krasnohvardiiske.